# Eotetranychus muscicola
Eotetranychus muscicola är en spindeldjursart som först beskrevs av Oudemans 1931.  Eotetranychus muscicola ingår i släktet Eotetranychus och familjen Tetranychidae. Inga underarter finns listade i Catalogue of Life.